# Мокрая Чубурка
Мо́края Чубу́рка, Мо́края Чумбу́рка — река на севере Краснодарского края и юго-западе Ростовской области России. Впадает в Таганрогский залив Азовского моря. Длина 92 км. Общее падение 63 м, уклон 0,684 м/км. На реке сооружены пруды, оценивая водный режим по состоянию на 2025 год, старший научный сотрудник ЮНЦ РАН Олег Хорошев сказал, что «Мокрая Чумбурка уже практически не существует. Сегодня это сеть разорванных водоемов». Крупнейший приток — река Чубурка (28 км, правый). Крупнейший населённый пункт — село Александровка (4738 жителей, 2002 год).
Название реки происходит от тюркского слова со значением «пятнистый».

## Течение
Река берёт начало на севере Кубано-Приазовской низменности, у железной дороги Батайск—Павловская, к востоку от хутора Исаевского Кущёвского района Краснодарского края. В верхнем течении постоянного течения не имеет. Ниже хутора Калининского входит в пределы Ростовской области. Затем принимает справа свой крупнейший приток — реку Чубурку. Здесь реку пересекает железная дорога Батайск—Староминская. Ниже по течению река проходит через искусственный Александровский лес. После проходит через крупнейший населённый пункт — село Александровку. Ниже посёлка Приморского на реке сооружён очень крупный пруд, шириной до 500 м. Впадает в Таганрогский залив Азовского моря у села Новомаргаритово Азовского района Ростовской области.
Протекает по территории Кущёвского района Краснодарского края и Азовского района Ростовской области.

## Бассейн
- Мокрая Чубурка
  - Чубурка — (п)
    - Средняя Чубурка — (л)

## Населённые пункты
- х. Исаевский
- с. Таврическое
- х. Благополучненский
- х. Красная Поляна (Краснодарский край)
- х. Калининский
- с. Орловка
- х. Марков
- пос. Ленинский Лесхоз
- х. Цыганки
- х. Красная Поляна (Ростовская область)
- х. Христичёво
- с. Александровка
- х. Красная Заря
- х. Нижняя Козинка
- пос. Приморский
- х. Юшкин
- с. Новомаргаритово